# Parasomnia (album)
Parasomnia è il sedicesimo album in studio del gruppo musicale statunitense Dream Theater, pubblicato il 7 febbraio 2025 dalla Inside Out Music.
Si tratta della prima pubblicazione dai tempi di Black Clouds & Silver Linings (2009) a figurare la formazione storica del gruppo grazie al ritorno del batterista Mike Portnoy.

## Tracce
Musiche di Dream Theater.
1. In the Arms of Morpheus – 5:22
2. Night Terror – 9:55 (testo: John Petrucci)
3. A Broken Man – 8:29 (testo: James LaBrie)
4. Dead Asleep – 11:06 (testo: John Petrucci)
5. Midnight Messiah – 7:58 (testo: Mike Portnoy)
6. Are We Dreaming? – 1:28
7. Bend the Clock – 7:24 (testo: James LaBrie)
8. The Shadow Man Incident – 19:32 (testo: John Petrucci)

## Formazione
Hanno partecipato alle registrazioni, secondo le note di copertina:
Gruppo
- James LaBrie – voce
- John Petrucci – chitarra, voce
- John Myung – basso
- Jordan Rudess – tastiera, continuum
- Mike Portnoy – batteria, percussioni, voce

Produzione
- John Petrucci – produzione
- Andy Sneap – missaggio